# محمد الشريف عباس

محمد الشريف عباس (10 ديسمبر 1936 في أولاد فاضل باتنة) هو سياسي جزائري، ووزير سابق لوزارة المجاهدين في عدة حكومات.

## سيرة ذاتية
درس بالمعهد الباديسي بقسنطينة قبل أن يلتحق بجامعة قسنطينة ليكمل دراسته التحق بجيش التحرير الوطني، الولاية التاريخية الأولى وهو في مقتبل العمر. ومنذ التحاقه أبلى البلاء الحسن وساهم، على غرار إخوانه المجاهدين، مساهمة فعالة في نشر الوعي الثوري وتقليم أظافر المحتل الفرنسي الغاشم، مما جعله يرقى إلى رتبة ضابط في جيش التحرير الوطني. بعد الاستقلال، تقلد مناصب سامية في حزب جبهة التحرير الوطني، منها منصب محافظ وطني، وشغل منصب أمين وطني بمنظمة المجاهدين، قبل أن يصبح أمينا عاما لها، وقبل أن يتقلد منصب وزير المجاهدين، شغل منصب عضو بالمجلس الاستشاري ثم عضو بمجلس الأمة يمثل وجها بارزا من وجوه الجيل الذي امتدت عطاءاته الثورية خارج حدود الجزائر، وأرسى دعائم تشق طريقها نحو التقدم والازدهار بثبات وثقة، وهو وزير سابق للمجاهدين وله الفضل في كتابة تاريخ الجزائر من دخول الاستعمار الفرنسي حتى الاستقلال.